# Čabrunići
 Čabrunići   (olaszul: Zabroni) falu Horvátországban, Isztria megyében. Közigazgatásilag Svetvinčenathoz tartozik.

## Fekvése
Az Isztria délkeleti részén, Pólától 21 km-re északra, községközpontjától 8 km-re délre a Vodnjan-Svetvinčenat úttól nyugatra fekszik. A falu halad át a Póla-Divača vasútvonal.

## Története
Területe már az ókorban lakott volt, ezt bizonyítják a határában található római villamaradványok. A mai település a 16. században népesült be, amikor a velenceiek Dalmáciából a török elől menekülő horvátokat telepítettek ide. A svetvinčenati plébániához tartozott. A falunak 1880-ban 265, 1910-ben 344 lakosa volt. Az első világháború után Olaszországhoz került. Az Isztria az 1943-as olasz kapituláció után szabadult meg az olasz uralomtól. A második világháború után Jugoszlávia, majd Jugoszlávia felbomlása után 1991-ben a független Horvátország része lett. 2011-ben a falunak 148 lakosa volt. Lakói mezőgazdasággal (szőlő és olajbogó termesztés) és kisállattartással foglalkoznak. Sokan dolgoznak Vodnjanon és Pólán is. A faluban jó állapotban maradtak fenn a tradicionális népi építészet szép példái, a magas falakkal körülvett zárt udvaros házak és épületek. Határában sok kažun (kőből épített kis gazdasági épület) is található.

## Lakosság
| Lakosság változása | Lakosság változása | Lakosság változása | Lakosság változása | Lakosság változása | Lakosság változása | Lakosság változása | Lakosság változása | Lakosság változása | Lakosság változása | Lakosság változása | Lakosság változása | Lakosság változása | Lakosság változása | Lakosság változása | Lakosság változása |
| ------------------ | ------------------ | ------------------ | ------------------ | ------------------ | ------------------ | ------------------ | ------------------ | ------------------ | ------------------ | ------------------ | ------------------ | ------------------ | ------------------ | ------------------ | ------------------ |
| 1857               | 1869               | 1880               | 1890               | 1900               | 1910               | 1921               | 1931               | 1948               | 1953               | 1961               | 1971               | 1981               | 1991               | 2001               | 2011               |
| 0                  | 0                  | 265                | 302                | 318                | 344                | 338                | 0                  | 347                | 337                | 298                | 234                | 183                | 127                | 142                | 148                |